# Estadio de la Beaujoire
El Estadio de la Beaujoire es un estadio de fútbol, situado en la ciudad de Nantes, en la región de los Países del Loira en Francia. Es la sede habitual del Football Club Nantes Atlantique desde 1984, en sustitución del Stade Marcel Saupin.
El estadio albergó dos partidos de la Eurocopa 1984, y seis partidos de la Copa Mundial de Fútbol 1998. Para el Mundial se instalaron asientos en todas las tribunas, reduciendo su capacidad de 53 000 a 38 000 personas. La selección de Francia ha jugado partidos de clasificación a la Eurocopa en 1995 y 2007, así como amistosos en 2001 y 2016. Fue sede de la Copa Mundial Femenina de Fútbol de 2019.
Los clubes de fútbol USJA Carquefou y Vendée Luçon han jugado allí partidos de fases avanzadas de la Copa de Francia, en lugar de sus escenarios habituales, para poder recibir los numerosos simpatizantes de equipos de primera división.
Además, el estadio ha albergado ocasionalmente partidos de rugby: tres partidos de la Copa Mundial de Rugby de 2007, siete de la selección de Francia, las dos semifinales del Top 14 de Francia 2012/13, y dos partidos del Racing Métro 92 de la Copa Europea de 2013.

## Eventos disputados

### Eurocopa 1984
- El estadio albergó dos partidos de la Eurocopa 1984.
| Fecha               | Selección #1 | Resultado | Selección #2 | Ronda                 | Espectadores |
| ------------------- | ------------ | --------- | ------------ | --------------------- | ------------ |
| 16 de junio de 1984 | Francia      | 5 - 0     | Bélgica      | Primera fase, Grupo A | 51 359       |
| 20 de junio de 1984 | Portugal     | 1 - 0     | Rumania      | Primera fase, Grupo B | 24 266       |

### Copa Mundial de Fútbol de 1998
- El estadio albergó seis partidos de la Copa Mundial de Fútbol de 1998.
| Fecha               | Selección #1   | Resultado | Selección #2  | Ronda                 | Espectadores |
| ------------------- | -------------- | --------- | ------------- | --------------------- | ------------ |
| 13 de junio de 1998 | España         | 2 - 3     | Nigeria       | Primera fase, Grupo D | 35 500       |
| 16 de junio de 1998 | Brasil         | 3 - 0     | Marruecos     | Primera fase, Grupo A | 35 500       |
| 20 de junio de 1998 | Japón          | 0 - 1     | Croacia       | Primera fase, Grupo H | 35 500       |
| 23 de junio de 1998 | Chile          | 1 - 1     | Camerún       | Primera fase, Grupo B | 35 500       |
| 25 de junio de 1998 | Estados Unidos | 0 - 1     | RF Yugoslavia | Primera fase, Grupo F | 35 500       |
| 3 de julio de 1998  | Brasil         | 3 - 2     | Dinamarca     | Cuartos de final      | 35 500       |

### Mundial de Rugby 2007
- En el estadio se disputaron tres encuentros de la Copa Mundial de Rugby de 2007.
| Fecha                    | Equipo 1   | Resultado | Equipo 2 | Ronda                 | Asistencia |
| ------------------------ | ---------- | --------- | -------- | --------------------- | ---------- |
| 9 de septiembre de 2007  | Gales      | 42 - 17   | Canadá   | Primera fase, Grupo B | 36 000     |
| 22 de septiembre de 2007 | Inglaterra | 44 - 22   | Samoa    | Primera fase, Grupo A | 37 000     |
| 29 de septiembre de 2007 | Gales      | 34 - 38   | Fiyi     | Primera fase, Grupo B | 34 080     |